# Soyouz 21
Soyouz 21 est un vol du programme spatial de l'Union soviétique lancé le 6 juillet 1976.

## Équipage
Les nombres entre parenthèses indiquent le nombre de vols spatiaux effectués par chaque individu jusqu'à cette mission incluse.
- Boris Volynov (2)
- Vitali Jolobov (1)
- Viatcheslav Zoudov (0) remplaçant
- Valeri Rojdestvenski (0) remplaçant

## Paramètres de la mission
- Inclinaison : 51.6°
- Période : 89.7 minutes

## Points importants
La mission dure 43 jours à bord de la station Saliout. Elle est principalement militaire mais avec quelques aspects scientifiques. La mission est interrompue à cause d'un problème atmosphérique dans la station.  